# Alexi Lalas
Panayotis Alexander Lalas, detto Alexi (Birmingham, 1º giugno 1970), è un dirigente sportivo ed ex calciatore statunitense, di ruolo difensore.
Primo statunitense a militare in Serie A, e ricordato anche per il look sfoggiato in campo – capelli lunghi color carota e barba caprina –, ha indossato la maglia della nazionale statunitense dal 1991 al 1998, totalizzando 96 presenze e disputando i mondiali di Stati Uniti 1994 e Francia 1998.

## Biografia
Nato da padre greco, Demetrios Lalas, professore ed in seguito direttore dell'osservatorio nazionale della Grecia, e madre statunitense, Anne Harding Woodworth, poetessa, parallelamente alla carriera agonistica suonava la chitarra e incideva dischi con la sua band, i Ginger, con la quale nel 1998 ha partecipato a un tour europeo di supporto ai connazionali Hootie & the Blowfish. Nel maggio 2014 si laurea alla Rutgers University, in New Jersey.
Come musicista ha composto diversi album: Woodland, composto ed autoprodotto nel 1994 a cui fa seguito Far From Close, 1996, in cui compaiono tra l'altro come musicisti in tutte le canzoni Antonio "Rigo" Righetti e Robby Pellati, conosciuti per aver suonato con Luciano Ligabue. Nel 1998 produce Ginger. Dopo una pausa durata oltre dieci anni, ritorna attivo sulla scena musicale.

## Carriera

### Giocatore
Ha iniziato la sua carriera nel ruolo di difensore nella squadra del college di Rutgers (New Brunswick, New Jersey), ed è stato quindi convocato dalla nazionale statunitense per il campionato del mondo 1994 in patria dove ben figura, segnando anche un gol alla Colombia che l'arbitro annulla per un inesistente fuorigioco.
Al termine della Coppa del Mondo viene ingaggiato dal Padova per 400 milioni di lire. Coi biancoscudati gioca per due stagioni, segnando il suo primo gol contro gli allora campioni d'Italia e d'Europa del Milan, quello del vantaggio patavino nella vittoria casalinga 2-0 della sesta giornata di campionato, e diventando il terzo calciatore statunitense (ma primo non italo-americano) a calcare i campi della Serie A. Si aggiudica il titolo di miglior giocatore americano del 1995.
L'anno seguente retrocede in Serie B con la squadra biancoscudata. Lalas ritorna quindi negli Stati Uniti, dove gioca nella Major League Soccer con i New England Revolution (1996 e 1997), i MetroStars (1998), i Kansas City Wizards (1999) e i Los Angeles Galaxy (2001-2003). Si ritira dopo 96 presenze e 9 gol per la nazionale statunitense.

### Dirigente
Ha ricoperto le cariche di general manager e presidente dei Los Angeles Galaxy, dimettendosi in contemporanea all'allenatore Ruud Gullit il 12 agosto 2008. Inoltre ha ricoperto la carica di dirigente ai San Jose Earthquakes nel 2003 e ai MetroStars nel 2004.

## Statistiche

### Presenze e reti nei club
| Stagione               | Squadra                | Campionato             | Campionato | Campionato | Coppe nazionali | Coppe nazionali | Coppe nazionali | Coppe continentali | Coppe continentali | Coppe continentali | Altre coppe | Altre coppe | Altre coppe | Totale | Totale | Totale |
| Stagione               | Squadra                | Comp                   | Pres       | Reti       | Comp            | Pres            | Reti            | Comp               | Pres               | Reti               | Comp        | Pres        | Reti        | Pres   | Reti   |        |
| ---------------------- | ---------------------- | ---------------------- | ---------- | ---------- | --------------- | --------------- | --------------- | ------------------ | ------------------ | ------------------ | ----------- | ----------- | ----------- | ------ | ------ | ------ |
| 1994-1995              | Padova                 | A                      | 33+1       | 2          | CI              | 2               | 1               | -                  | -                  | -                  | -           | -           | -           | 36     | 3      |        |
| 1995-feb. 1996         | Padova                 | A                      | 11         | 0          | CI              | 2               | 0               | -                  | -                  | -                  | -           | -           | -           | 13     | 0      |        |
| Totale Padova          | Totale Padova          | Totale Padova          | 45         | 2          |                 | 4               | 1               |                    | -                  | -                  |             | -           | -           | 49     | 3      |        |
| 1996                   | N.E. Revolution        | MLS                    | 25         | 1          | -               | -               | -               | -                  | -                  | -                  | -           | -           | -           | 25     | 1      |        |
| gen-nov. 1997          | N.E. Revolution        | MLS                    | 30+2       | 2          | -               | -               | -               | -                  | -                  | -                  | -           | -           | -           | 25     | 1      |        |
| Totale N.E. Revolution | Totale N.E. Revolution | Totale N.E. Revolution | 57         | 3          |                 | -               | -               |                    | -                  | -                  |             | -           | -           | 57     | 3      |        |
| nov.-dic. 1997         | Emelec                 | A                      | 10         | 0          | -               | -               | -               | -                  | -                  | -                  | -           | -           | -           | 10     | 0      |        |
| 1998                   | MetroStars             | MLS                    | 25+2       | 2          | USOC            | 3               | 0               | -                  | -                  | -                  | -           | -           | -           | 30     | 2      |        |
| 1999                   | K.C. Wizards           | MLS                    | 30         | 4          | -               | -               | -               | -                  | -                  | -                  | -           | -           | -           | 30     | 4      |        |
| 2001                   | LA Galaxy              | MLS                    | 11+5       | 2          | USOC            | 1               | 0               | CCC                | 3                  | 0                  | -           | -           | -           | 20     | 2      |        |
| 2002                   | LA Galaxy              | MLS                    | 26+5       | 4          | USOC            | 1               | 0               | -                  | -                  | -                  | -           | -           | -           | 32     | 4      |        |
| 2003                   | LA Galaxy              | MLS                    | 22         | 1          | USOC            | 0               | 0               | CCC                | 2                  | 0                  | -           | -           | -           | 24     | 1      |        |
| Totale LA Galaxy       | Totale LA Galaxy       | Totale LA Galaxy       | 69         | 7          |                 | 2               | 0               |                    | 5                  | 0                  |             | -           | -           | 76     | 7      |        |
| Totale carriera        | Totale carriera        | Totale carriera        | 238        | 18         |                 | 9               | 1               |                    | 5                  | 0                  |             | -           | -           | 252    | 19     |        |

### Cronologia presenze e reti in nazionale
| Cronologia completa delle presenze e delle reti in nazionale ― Stati Uniti | Cronologia completa delle presenze e delle reti in nazionale ― Stati Uniti | Cronologia completa delle presenze e delle reti in nazionale ― Stati Uniti | Cronologia completa delle presenze e delle reti in nazionale ― Stati Uniti | Cronologia completa delle presenze e delle reti in nazionale ― Stati Uniti | Cronologia completa delle presenze e delle reti in nazionale ― Stati Uniti | Cronologia completa delle presenze e delle reti in nazionale ― Stati Uniti | Cronologia completa delle presenze e delle reti in nazionale ― Stati Uniti |
| Data                                                                       | Città                                                                      | In casa                                                                    | Risultato                                                                  | Ospiti                                                                     | Competizione                                                               | Reti                                                                       | Note                                                                       |
| -------------------------------------------------------------------------- | -------------------------------------------------------------------------- | -------------------------------------------------------------------------- | -------------------------------------------------------------------------- | -------------------------------------------------------------------------- | -------------------------------------------------------------------------- | -------------------------------------------------------------------------- | -------------------------------------------------------------------------- |
| 12-3-1991                                                                  | Los Angeles                                                                | Stati Uniti                                                                | 2 – 2                                                                      | Messico                                                                    | Amichevole                                                                 | -                                                                          |                                                                            |
| 16-3-1991                                                                  | Torrance                                                                   | Stati Uniti                                                                | 2 – 0                                                                      | Canada                                                                     | Amichevole                                                                 | -                                                                          |                                                                            |
| 30-1-1993                                                                  | Tempe                                                                      | Stati Uniti                                                                | 2 – 2                                                                      | Danimarca                                                                  | Amichevole                                                                 | -                                                                          | 78’                                                                        |
| 23-3-1993                                                                  | San Salvador                                                               | El Salvador                                                                | 2 – 2                                                                      | Stati Uniti                                                                | Amichevole                                                                 | -                                                                          |                                                                            |
| 25-3-1993                                                                  | Tegucigalpa                                                                | Honduras                                                                   | 1 – 4                                                                      | Stati Uniti                                                                | Amichevole                                                                 | -                                                                          |                                                                            |
| 9-4-1993                                                                   | Riad                                                                       | Arabia Saudita                                                             | 0 – 2                                                                      | Stati Uniti                                                                | Amichevole                                                                 | -                                                                          |                                                                            |
| 8-5-1993                                                                   | Miami                                                                      | Stati Uniti                                                                | 1 – 2                                                                      | Colombia                                                                   | Amichevole                                                                 | 1                                                                          |                                                                            |
| 23-5-1993                                                                  | Fullerton                                                                  | Stati Uniti                                                                | 0 – 0                                                                      | Bolivia                                                                    | Amichevole                                                                 | -                                                                          | 60’                                                                        |
| 26-5-1993                                                                  | Mission Viejo                                                              | Stati Uniti                                                                | 0 – 0                                                                      | Perù                                                                       | Amichevole                                                                 | -                                                                          | 64’                                                                        |
| 9-6-1993                                                                   | Foxborough                                                                 | Stati Uniti                                                                | 2 – 0                                                                      | Inghilterra                                                                | U.S. Cup 1993                                                              | 1                                                                          | 67’                                                                        |
| 13-6-1993                                                                  | Chicago                                                                    | Stati Uniti                                                                | 3 – 4                                                                      | Germania                                                                   | U.S. Cup 1993                                                              | -                                                                          | 67’                                                                        |
| 16-6-1993                                                                  | Ambato                                                                     | Uruguay                                                                    | 1 – 0                                                                      | Stati Uniti                                                                | Coppa America 1993 - 1º turno                                              | -                                                                          |                                                                            |
| 19-6-1993                                                                  | Quito                                                                      | Ecuador                                                                    | 2 – 0                                                                      | Stati Uniti                                                                | Coppa America 1993 - 1º turno                                              | -                                                                          |                                                                            |
| 22-6-1993                                                                  | Quito                                                                      | Stati Uniti                                                                | 3 – 3                                                                      | Venezuela                                                                  | Coppa America 1993 - 1º turno                                              | -                                                                          |                                                                            |
| 10-7-1993                                                                  | Dallas                                                                     | Stati Uniti                                                                | 1 – 0                                                                      | Giamaica                                                                   | Gold Cup 1993 - 1º turno                                                   | -                                                                          | 71’                                                                        |
| 14-7-1993                                                                  | Dallas                                                                     | Stati Uniti                                                                | 2 – 1                                                                      | Panama                                                                     | Gold Cup 1993 - 1º turno                                                   | -                                                                          |                                                                            |
| 17-7-1993                                                                  | Dallas                                                                     | Honduras                                                                   | 0 – 1                                                                      | Stati Uniti                                                                | Gold Cup 1993 - 1º turno                                                   | 1                                                                          |                                                                            |
| 21-7-1993                                                                  | Dallas                                                                     | Stati Uniti                                                                | 1 – 0 dts                                                                  | Costa Rica                                                                 | Gold Cup 1993 - Semifinale                                                 | -                                                                          |                                                                            |
| 25-7-1993                                                                  | Città del Messico                                                          | Messico                                                                    | 4 – 0                                                                      | Stati Uniti                                                                | Gold Cup 1993 - Finale                                                     | -                                                                          |                                                                            |
| 31-8-1993                                                                  | Reykjavík                                                                  | Islanda                                                                    | 0 – 1                                                                      | Stati Uniti                                                                | Amichevole                                                                 | -                                                                          |                                                                            |
| 8-9-1993                                                                   | Oslo                                                                       | Norvegia                                                                   | 1 – 0                                                                      | Stati Uniti                                                                | Amichevole                                                                 | -                                                                          |                                                                            |
| 13-10-1993                                                                 | Washington                                                                 | Stati Uniti                                                                | 1 – 1                                                                      | Messico                                                                    | Amichevole                                                                 | -                                                                          |                                                                            |
| 23-10-1993                                                                 | Bethlehem                                                                  | Stati Uniti                                                                | 0 – 1                                                                      | Ucraina                                                                    | Amichevole                                                                 | -                                                                          |                                                                            |
| 7-11-1993                                                                  | Torrance                                                                   | Stati Uniti                                                                | 1 – 0                                                                      | Giamaica                                                                   | Amichevole                                                                 | 1                                                                          |                                                                            |
| 14-11-1993                                                                 | Mission Viejo                                                              | Stati Uniti                                                                | 8 – 1                                                                      | Isole Cayman                                                               | Amichevole                                                                 | -                                                                          |                                                                            |
| 5-12-1993                                                                  | Los Angeles                                                                | Stati Uniti                                                                | 7 – 0                                                                      | El Salvador                                                                | Amichevole                                                                 | -                                                                          |                                                                            |
| 18-12-1993                                                                 | Palo Alto                                                                  | Stati Uniti                                                                | 0 – 3                                                                      | Germania                                                                   | Amichevole                                                                 | -                                                                          | ?’                                                                         |
| 15-1-1994                                                                  | Tempe                                                                      | Stati Uniti                                                                | 2 – 1                                                                      | Norvegia                                                                   | Amichevole                                                                 | -                                                                          |                                                                            |
| 22-1-1994                                                                  | Fullerton                                                                  | Stati Uniti                                                                | 1 – 1                                                                      | Svizzera                                                                   | Amichevole                                                                 | -                                                                          |                                                                            |
| 29-1-1994                                                                  | Seattle                                                                    | Stati Uniti                                                                | 1 – 1                                                                      | Russia                                                                     | Amichevole                                                                 | 1                                                                          | 83’                                                                        |
| 10-2-1994                                                                  | Hong Kong                                                                  | Danimarca                                                                  | 0 – 0 dts (4 – 2 dtr)                                                      | Stati Uniti                                                                | Lunar New Year Cup 1994 - Semifinale                                       | -                                                                          |                                                                            |
| 13-2-1994                                                                  | Hong Kong                                                                  | Romania                                                                    | 2 – 1                                                                      | Stati Uniti                                                                | Lunar New Year Cup 1994 - Finale 3º posto                                  | -                                                                          |                                                                            |
| 18-2-1994                                                                  | Miami                                                                      | Stati Uniti                                                                | 1 – 1                                                                      | Bolivia                                                                    | Joe Robbie Cup                                                             | -                                                                          |                                                                            |
| 20-2-1994                                                                  | Miami                                                                      | Stati Uniti                                                                | 1 – 3                                                                      | Svezia                                                                     | Joe Robbie Cup                                                             | -                                                                          |                                                                            |
| 12-3-1994                                                                  | Los Angeles                                                                | Stati Uniti                                                                | 1 – 1                                                                      | Corea del Sud                                                              | Amichevole                                                                 | -                                                                          |                                                                            |
| 26-3-1994                                                                  | Dallas                                                                     | Stati Uniti                                                                | 2 – 2                                                                      | Bolivia                                                                    | Amichevole                                                                 | -                                                                          |                                                                            |
| 16-4-1994                                                                  | Jacksonville                                                               | Stati Uniti                                                                | 1 – 1                                                                      | Moldavia                                                                   | Amichevole                                                                 | -                                                                          | 84’                                                                        |
| 24-4-1994                                                                  | Chula Vista                                                                | Stati Uniti                                                                | 1 – 2                                                                      | Islanda                                                                    | Amichevole                                                                 | -                                                                          |                                                                            |
| 30-4-1994                                                                  | Albuquerque                                                                | Stati Uniti                                                                | 0 – 2                                                                      | Cile                                                                       | Amichevole                                                                 | -                                                                          |                                                                            |
| 7-5-1994                                                                   | Fullerton                                                                  | Stati Uniti                                                                | 4 – 0                                                                      | Estonia                                                                    | Amichevole                                                                 | -                                                                          | 46’                                                                        |
| 15-5-1994                                                                  | Fullerton                                                                  | Stati Uniti                                                                | 1 – 0                                                                      | Armenia                                                                    | Amichevole                                                                 | -                                                                          |                                                                            |
| 25-5-1994                                                                  | Piscataway                                                                 | Stati Uniti                                                                | 0 – 0                                                                      | Arabia Saudita                                                             | Amichevole                                                                 | -                                                                          |                                                                            |
| 28-5-1994                                                                  | Piscataway                                                                 | Stati Uniti                                                                | 1 – 1                                                                      | Grecia                                                                     | Amichevole                                                                 | -                                                                          |                                                                            |
| 4-6-1994                                                                   | Pasadena                                                                   | Stati Uniti                                                                | 1 – 0                                                                      | Messico                                                                    | Amichevole                                                                 | -                                                                          |                                                                            |
| 18-6-1994                                                                  | Pontiac                                                                    | Stati Uniti                                                                | 1 – 1                                                                      | Svizzera                                                                   | Mondiali 1994 - 1º turno                                                   | -                                                                          |                                                                            |
| 22-6-1994                                                                  | Pasadena                                                                   | Stati Uniti                                                                | 2 – 1                                                                      | Colombia                                                                   | Mondiali 1994 - 1º turno                                                   | -                                                                          | 48’                                                                        |
| 26-6-1994                                                                  | Pasadena                                                                   | Stati Uniti                                                                | 0 – 1                                                                      | Romania                                                                    | Mondiali 1994 - 1º turno                                                   | -                                                                          |                                                                            |
| 4-7-1994                                                                   | Stanford                                                                   | Stati Uniti                                                                | 0 – 1                                                                      | Brasile                                                                    | Mondiali 1994 - Ottavi di finale                                           | -                                                                          |                                                                            |
| 7-9-1994                                                                   | Londra                                                                     | Inghilterra                                                                | 2 – 0                                                                      | Stati Uniti                                                                | Amichevole                                                                 | -                                                                          |                                                                            |
| 25-3-1995                                                                  | Dallas                                                                     | Stati Uniti                                                                | 2 – 2                                                                      | Uruguay                                                                    | Amichevole                                                                 | -                                                                          |                                                                            |
| 11-6-1995                                                                  | Foxborough                                                                 | Stati Uniti                                                                | 3 – 2                                                                      | Nigeria                                                                    | U.S. Cup 1995                                                              | -                                                                          | 46’                                                                        |
| 18-6-1995                                                                  | Washington                                                                 | Stati Uniti                                                                | 4 – 0                                                                      | Messico                                                                    | U.S. Cup 1995                                                              | -                                                                          |                                                                            |
| 25-6-1995                                                                  | Piscataway                                                                 | Stati Uniti                                                                | 0 – 0                                                                      | Colombia                                                                   | U.S. Cup 1995                                                              | -                                                                          |                                                                            |
| 8-7-1995                                                                   | Paysandú                                                                   | Stati Uniti                                                                | 2 – 1                                                                      | Cile                                                                       | Coppa America 1995 - 1º turno                                              | -                                                                          |                                                                            |
| 11-7-1995                                                                  | Paysandú                                                                   | Bolivia                                                                    | 1 – 0                                                                      | Stati Uniti                                                                | Coppa America 1995 - 1º turno                                              | -                                                                          |                                                                            |
| 14-7-1995                                                                  | Paysandú                                                                   | Argentina                                                                  | 0 – 3                                                                      | Stati Uniti                                                                | Coppa America 1995 - 1º turno                                              | 1                                                                          | ?’                                                                         |
| 17-7-1995                                                                  | Paysandú                                                                   | Stati Uniti                                                                | 0 – 0 dts (4 – 1 dtr)                                                      | Messico                                                                    | Coppa America 1995 - Quarti di finale                                      | -                                                                          | ?’                                                                         |
| 20-7-1995                                                                  | Maldonado                                                                  | Stati Uniti                                                                | 0 – 1                                                                      | Brasile                                                                    | Coppa America 1995 - Semifinale                                            | -                                                                          |                                                                            |
| 22-7-1995                                                                  | Maldonado                                                                  | Colombia                                                                   | 4 – 1                                                                      | Stati Uniti                                                                | Coppa America 1995 - Finale 3º posto                                       | -                                                                          |                                                                            |
| 16-8-1995                                                                  | Norrköping                                                                 | Svezia                                                                     | 1 – 0                                                                      | Stati Uniti                                                                | Amichevole                                                                 | -                                                                          |                                                                            |
| 8-10-1995                                                                  | Washington                                                                 | Stati Uniti                                                                | 4 – 3                                                                      | Arabia Saudita                                                             | Amichevole                                                                 | 1                                                                          |                                                                            |
| 13-1-1996                                                                  | Anaheim                                                                    | Stati Uniti                                                                | 3 – 2                                                                      | Trinidad e Tobago                                                          | Gold Cup 1996 - 1º turno                                                   | -                                                                          | 79’                                                                        |
| 16-1-1996                                                                  | Anaheim                                                                    | Stati Uniti                                                                | 2 – 0                                                                      | El Salvador                                                                | Gold Cup 1996 - 1º turno                                                   | -                                                                          | 16’                                                                        |
| 18-1-1996                                                                  | Los Angeles                                                                | Stati Uniti                                                                | 0 – 1                                                                      | Brasile                                                                    | Gold Cup 1996 - Semifinale                                                 | -                                                                          |                                                                            |
| 21-1-1996                                                                  | Los Angeles                                                                | Stati Uniti                                                                | 3 – 0                                                                      | Guatemala                                                                  | Gold Cup 1996 - Finale 3º posto                                            | -                                                                          | 26’                                                                        |
| 26-5-1996                                                                  | New Britain                                                                | Stati Uniti                                                                | 2 – 1                                                                      | Scozia                                                                     | Amichevole                                                                 | -                                                                          |                                                                            |
| 9-6-1996                                                                   | Foxborough                                                                 | Stati Uniti                                                                | 2 – 1                                                                      | Irlanda                                                                    | U.S. Cup 1996                                                              | -                                                                          |                                                                            |
| 12-6-1996                                                                  | Washington                                                                 | Stati Uniti                                                                | 0 – 2                                                                      | Bolivia                                                                    | U.S. Cup 1996                                                              | -                                                                          |                                                                            |
| 16-6-1996                                                                  | Pasadena                                                                   | Stati Uniti                                                                | 2 – 2                                                                      | Messico                                                                    | U.S. Cup 1996                                                              | -                                                                          |                                                                            |
| 30-8-1996                                                                  | Los Angeles                                                                | Stati Uniti                                                                | 3 – 1                                                                      | El Salvador                                                                | Amichevole                                                                 | -                                                                          |                                                                            |
| 3-11-1996                                                                  | Washington                                                                 | Stati Uniti                                                                | 2 – 0                                                                      | Guatemala                                                                  | Qual. Mondiali 1998                                                        | -                                                                          |                                                                            |
| 10-11-1996                                                                 | Richmond                                                                   | Stati Uniti                                                                | 2 – 0                                                                      | Trinidad e Tobago                                                          | Qual. Mondiali 1998                                                        | -                                                                          |                                                                            |
| 24-11-1996                                                                 | Port of Spain                                                              | Trinidad e Tobago                                                          | 0 – 1                                                                      | Stati Uniti                                                                | Qual. Mondiali 1998                                                        | -                                                                          | 63’ 71’                                                                    |
| 1-12-1996                                                                  | San José                                                                   | Costa Rica                                                                 | 2 – 1                                                                      | Stati Uniti                                                                | Qual. Mondiali 1998                                                        | -                                                                          |                                                                            |
| 14-12-1996                                                                 | Palo Alto                                                                  | Stati Uniti                                                                | 2 – 1                                                                      | Costa Rica                                                                 | Qual. Mondiali 1998                                                        | -                                                                          | 89’                                                                        |
| 17-1-1997                                                                  | Los Angeles                                                                | Stati Uniti                                                                | 0 – 1                                                                      | Perù                                                                       | U.S. Cup 1997                                                              | -                                                                          |                                                                            |
| 19-1-1997                                                                  | Pasadena                                                                   | Stati Uniti                                                                | 0 – 2                                                                      | Messico                                                                    | U.S. Cup 1997                                                              | -                                                                          |                                                                            |
| 22-1-1997                                                                  | Pasadena                                                                   | Stati Uniti                                                                | 1 – 4                                                                      | Danimarca                                                                  | U.S. Cup 1997                                                              | -                                                                          |                                                                            |
| 29-1-1997                                                                  | Kunming                                                                    | Cina                                                                       | 2 – 1                                                                      | Stati Uniti                                                                | Amichevole                                                                 | -                                                                          | 46’                                                                        |
| 1-2-1997                                                                   | Guangzhou                                                                  | Cina                                                                       | 1 – 1                                                                      | Stati Uniti                                                                | Amichevole                                                                 | 1                                                                          | 80’, 81’                                                                   |
| 2-3-1997                                                                   | Kingston                                                                   | Giamaica                                                                   | 0 – 0                                                                      | Stati Uniti                                                                | Qual. Mondiali 1998                                                        | -                                                                          | 67’                                                                        |
| 16-3-1997                                                                  | Palo Alto                                                                  | Stati Uniti                                                                | 3 – 0                                                                      | Canada                                                                     | Qual. Mondiali 1998                                                        | -                                                                          |                                                                            |
| 23-3-1997                                                                  | San José                                                                   | Costa Rica                                                                 | 3 – 2                                                                      | Stati Uniti                                                                | Qual. Mondiali 1998                                                        | -                                                                          |                                                                            |
| 20-4-1997                                                                  | Foxborough                                                                 | Stati Uniti                                                                | 2 – 2                                                                      | Messico                                                                    | Qual. Mondiali 1998                                                        | -                                                                          | 77’                                                                        |
| 4-6-1997                                                                   | Saint Louis                                                                | Stati Uniti                                                                | 0 – 0                                                                      | Paraguay                                                                   | Amichevole                                                                 | -                                                                          |                                                                            |
| 17-6-1997                                                                  | Jacksonville                                                               | Stati Uniti                                                                | 2 – 1                                                                      | Israele                                                                    | Amichevole                                                                 | 1                                                                          |                                                                            |
| 29-6-1997                                                                  | San Salvador                                                               | El Salvador                                                                | 1 – 1                                                                      | Stati Uniti                                                                | Qual. Mondiali 1998                                                        | -                                                                          |                                                                            |
| 2-11-1997                                                                  | Città del Messico                                                          | Messico                                                                    | 0 – 0                                                                      | Stati Uniti                                                                | Qual. Mondiali 1998                                                        | -                                                                          |                                                                            |
| 9-11-1997                                                                  | Burnaby                                                                    | Canada                                                                     | 0 – 3                                                                      | Stati Uniti                                                                | Qual. Mondiali 1998                                                        | -                                                                          |                                                                            |
| 7-2-1998                                                                   | Oakland                                                                    | Stati Uniti                                                                | 2 – 1                                                                      | Costa Rica                                                                 | Gold Cup 1998 - 1º turno                                                   | -                                                                          | 45’                                                                        |
| 10-2-1998                                                                  | Los Angeles                                                                | Stati Uniti                                                                | 1 – 0                                                                      | Brasile                                                                    | Gold Cup 1998 - Semifinale                                                 | -                                                                          |                                                                            |
| 15-2-1998                                                                  | Los Angeles                                                                | Stati Uniti                                                                | 0 – 1                                                                      | Messico                                                                    | Gold Cup 1998 - Finale                                                     | -                                                                          | 82’                                                                        |
| 21-2-1998                                                                  | Miami                                                                      | Stati Uniti                                                                | 0 – 2                                                                      | Paesi Bassi                                                                | Amichevole                                                                 | -                                                                          | 72’                                                                        |
| 25-2-1998                                                                  | Bruxelles                                                                  | Belgio                                                                     | 2 – 0                                                                      | Stati Uniti                                                                | Amichevole                                                                 | -                                                                          |                                                                            |
| 14-3-1998                                                                  | San Diego                                                                  | Stati Uniti                                                                | 2 – 2                                                                      | Paraguay                                                                   | Amichevole                                                                 | -                                                                          |                                                                            |
| 30-5-1998                                                                  | Washington                                                                 | Stati Uniti                                                                | 0 – 0                                                                      | Scozia                                                                     | Amichevole                                                                 | -                                                                          |                                                                            |
| Totale                                                                     |                                                                            | Presenze                                                                   | 96                                                                         |                                                                            | Reti                                                                       | 9                                                                          |                                                                            |

## Palmarès

### Club

#### Competizioni nazionali
- Lamar Hunt U.S. Open Cup: 1

L.A. Galaxy: 2001
- MLS Supporters' Shield: 1

L.A. Galaxy: 2002
- Campionato MLS: 1

L.A. Galaxy: 2002

#### Competizioni internazionali
- CONCACAF Champions' Cup: 1

L.A. Galaxy: 2000

### Individuale
- U.S. Soccer Athlete of the Year: 1

1995
- MLS Best XI: 1

2002

## Discografia

### Album in studio
- 1994 – Woodland
- 1996 – Far from Close
- 1998 – Ginger
- 2010 – So It Goes
- 2014 – Infinity Spaces
- 2016 – Shots
- 2018 – Sunshine
- 2019 – Look at You
- 2022 – Melt Away